# Demetrios Christodoulou
Demetrios Christodoulou (græsk: Δημήτριος Χριστοδούλου; født 19. oktober 1951) er en græsk matematiker og fysiker, der blev kendt for sit bevis for ikke-lineær stabilitet i Minkowsky rumtid i speciel relativitet inden for den generelle relativitetsteori. Han udarbejdede dette bevis sammen med Sergiu Klainerman.

## Opvækst og uddannelse
Christodoulou blev født i Athen og blev ph.d. fra Princeton University i 1971 under John Archibald Wheeler. Efter midlertidige stillinger på Caltech, CERN, og Max Planck Institute for fysik blev han professor i matematik, først på Syracuse University, og herefter på Courant Institute og Princeton University, før han tog en stilling som professor i matematik og fysik på ETH Zurich i Schweiz. Fra januar 2017 har han været professor emeritus. Han har dobbelt statsborgerskab til både Grækenland og USA.

## Forskning
I perioden 1987–1999 udgav han en serie artikler om gravitationskollaps i sfæriske selvgraviterende skalarfelter og dannelsen af sorte huller og de associerede rumtidssingulariteter. Han viste også at singulariteter, der ikke er gemt i et sort hul også kan optræde, hvilket man ikke mente tidligere. Han viste dog også at disse "nøgne singulariteter" er ustabile.
I 1991 udgav han en videnskabelig artikel der vist at testmaser i gravitationsbølgedetektorer lyder af permanent relativ forskydning efter gravitationsbølgen har passeret, hvilket er en effekt der har fået navnet "ikke-lineær hukommelseseffekt".
I 1993 udgav han en bog som var skrevet i samarbejde med Klainerman, hvor det ekstraordinære vanskelig bevis for stabilitetsresultaterne bliver fremlagt i detaljer. Dette år blev han udnævnt som MacArthur Fellow.
I 2000 udgav Christodoulou en bog om generelle systemer for partielle differentialligninger afledt af variationsprincippet. I 2007 udgav han endnu en bog, der den gang handlede om chokbølger i 3-dimensionelle fluider. I 2009 udgav han en bog hvor han fremfører bevis for et resultat, der komplimenterer stabilitetsresultaterne. Navnlig at en tiltrækkelig stærk flux af indkommende gravitationsbølger leder til dannelsen af et sort hul.

## Hæder
Christodoulou modtog Bôcher Memorial Prize i 1999, der er en anset pris fra American Mathematical Society. Bôcher Prize blev givet på baggrund af hans arbejde med sæfriske symmetrisk skalarfelter samt hans arbejde med stabilitet i Minkowski rumtid.
I 2008 modtog han Tomalla prize inden for gravitation.
I 2011 vandt han og Richard S. Hamilton Shaw Prize i matematik, "for deres innovative arbejde med ikke-linære differentialligninger i Lorentziansk og Riemannian-geometri og deres anvendelse af generel relativitetsteori og topologi". Christodoulous arbejde med dannelse af sorte huller via gravitationsbølger bliver også nævnt, samt hans tidligere arbejde med sfæriske symmetriske selvgraviterende skalarfelter, og hans arbejde med Klainerman med stabilitet i Minkowski rumtid.
Christodoulou er medlem af American Academy of Arts and Sciences og U.S. National Academy of Sciences. I 2012 blev han fellow i American Mathematical Society. I 2014 talte han ved ICM i Seoul. Siden 2016 har han også været medlem af Academia Europaea.

## Yderligere læsning
- Christodoulou, Demetrios; Miao, Shuang (2014). Compressible flow and Euler's equations. Beijing and Somerville: Higher Education Press and International Press. ISBN 978-7-04-040098-4.